# Сребрна (Плоцький повіт)
Сребрна (пол. Srebrna) — село в Польщі, у гміні Стара Біла Плоцького повіту Мазовецького воєводства.
Населення — 385 осіб (2011).
У 1975—1998 роках село належало до Плоцького воєводства.

## Демографія
Демографічна структура станом на 31 березня 2011 року:
|          | Загалом | Допрацездатний вік | Працездатний вік | Постпрацездатний вік |
| -------- | ------- | ------------------ | ---------------- | -------------------- |
| Чоловіки | 193     | 32                 | 146              | 15                   |
| Жінки    | 192     | 31                 | 117              | 44                   |
| Разом    | 385     | 63                 | 263              | 59                   |